# The Second Act
The Second Act è il sesto album in studio della cantautrice australiana Missy Higgins, pubblicato il 6 settembre 2024 da Eleven.

## Tracce
Testi e musiche di Missy Higgins..
1. You Should Run – 3:54
2. A Complicated Truth – 5:05
3. When 4 Become 3 – 4:18
4. Craters – 3:15
5. The In-Between – 4:26
6. The Second Act – 3:39
7. Don't Make Me Love You – 3:54
8. The Broken Ones – 4:16
9. Story for the Ages – 4:56
10. Hush Now – 4:53
11. Blue Velvet Dress – 4:50